# 蘇丹難民危機 (2023年至今)
2023年4月蘇丹內戰爆發後，該國出現嚴重難民危機，截至2023年12月，已有超過150萬人逃出蘇丹，另有超過560萬人在國內流離失所。截至2023年8月，聯合國資料顯示已有41.4萬人逃至查德、28.5萬人逃至埃及、7.5萬人逃至衣索比亞、1.7萬人逃至中非共和國、3500人逃至利比亞。
大多數難民逃往鄰國查德，戰爭甫爆發的4月15日即有數千名蘇丹人抵達查德，4月19日達到2萬人、5月底達到9萬人、7月達到近24萬人，其中超過16萬人為達佛地區遭快速支援部隊與金戈威德民兵種族屠殺的馬撒利特人。聯合國指這些難民缺乏基本的食物、飲水與避難所等資源。截至2023年8月抵達查德的難民人數達到41.4萬人，為蘇丹內戰最多難民逃亡的目的地。